# Де Зил, Хенри Франс
Хенри Франсс де Зила (нидерл. Henri Frans de Ziel, псевдоним Трефосса, нидерл.  Trefossa; 15 января 1916, Парамарибо, Суринам — 3 февраля 1975, Харлем) — суринамский поэт и суринамист.

## Жизнь и деятельность
Де Зил работал учителем. В 1949 году в ежемесячнике Foetoeboi (‘Мальчик на побегушках’), издававшемся Ю.Г.А. Кундерсом, появилось его стихотворение 'Bro' (‘Покой’). По поручению Sticusa в 1953 — 1956 Трефосса жил в Нидерландах. Там в 1957 увидел свет его Trotji (‘Запев’), которым он доказал, что поэзия на сранан-тонго может передавать тончайшие оттенки смысла. После этого воодушевляющего примера по его стопам последовали многие другие суринамские поэты: Корли Верлооген, Эжен Реллум, Йоханна Схаутен-Эльзенхаут, Михаэль Слори), но присущие его стихам лаконичность, размышления и изящность встречается лишь у немногих из них.
Трефосса размышляет о красоте своей страны и о том, что вредит ей, но его душе ближе не баррикады, а мечты, созерцание и покой. Вернувшись в Суринам, он участвовал в редактировании газет Tongoni (1958—1959) и Soela (1962—1964). Некоторое время  он заведовал библиотекой Суринамского культурного центра (нидерл. Cultureel Centrum Suriname (CCS)). Затем он снова уезжает в Суринам, чтобы подготовить к изданию рукописи Йоханнеса Кинга.
Трефосса является автором слов гимна Суринама (1959).